# Wākea
Pour l’article homonyme, voir Wakea madinika.
Wākea est le ciel père, époux de Papahānaumoku, la terre merre, dans la mythologie hawaïenne. Tous deux sont considérés comme le couple parental des monarques des îles hawaïennes (en).
Il est le fils aîné de Kahiko (« l'Ancien ») et vit à Olalowaia. Il est l'ancêtre, l'aliʻi, de l'aristocratie du royaume d'Hawaï. Les prêtres ainsi que les gens du peuple seraient les descendants de son frère.
Selon une autre légende, Wākea vit à Hihiku et s'est marié à Pāpā (ou Pāpā-nui ou Pāpā-nui-hanau-moku), la princesse d'Olalo-i-mehani et petite-fille de la princesse Kaoupe-alii. L'archipel d'Hawaï aurait été créé par Wākea et Pāpā. Wākea aurait également eu des relations sexuelles avec Hina, qui aurait donné naissance à l'île de Molokaʻi. Dans la généalogie, Wākea et Pāpā sont les 37e descendants du premier homme Kumu-Honua (en) et les 28e de Kumuʻuli. Wākea aurait créé la terre et la mer à l'aide d'une calebasse (‘ipu) appartenant à Pāpā. Il l'aurait lancé en l'air et aurait créé les cieux. Il aurait créé la pluie grâce à son jus et, grâce à ses graines, le soleil, la lune et les étoiles.